# Chiesa di San Giorgio (Costa di Mezzate)
La chiesa di San Giorgio è il principale luogo di culto cattolico di Costa di Mezzate, in provincia e diocesi di Bergamo. Fa parte del vicariato di Trescore Balneario.

## Storia
Un edificio di culto risulta essere presente sul territorio di Costa di Mezzate già nel XIV secolo, indicato come chiesa parrocchiale nel 1304. Da un documento del 1472 si evidenzia la volontà di costruire un nuovo edificio di culto su un terreno che viene indicato adatto a tale destinazione. La nuova costruzione fu edificata nel 1510  con l'apporto economico del conte Martino Vertova, proprietario del castello. Il nuovo edificio fu consacrato nel 1528. La chiesa fu visitata del vescovo di Bergamo Pietro Lippomano.

Il campanile fu innalzato solo nel 1690 grazie ai conti Vertova che nel 1695 lo completarono con la posa dell'orologio.
La chiesa fu ristrutturata più volte. Nel 1838 necessitò di un primo restauro e nel 1878 fu oggetto di ampliamento per rispondere alle nuove necessità del territorio. Il Novecento vide la chiesa oggetto di lavori di manutenzione e ammodernamento con la posa delle nuove vetrate nel 1950, nuovi decori e la pavimentazione in marmo della zona presbiteriale negli anni sessanta del XX secolo.
Con decreto del 27 maggio 1979 del vescovo di Bergamo Giulio Oggioni la chiesa fu inserita nel vicariato locale di Trescore Balneario.

## Descrizione

### Esterno
L'edificio di culto in stile neoclassico e preceduto dal sagrato con pavimentazione in pietra arenaria delimitato dalle tre strade della viabile urbana. Il fronte principale è tripartito da lesene con scanalature e complete di ampia zoccolatura in marmo di Zandobbio terminanti con capitelli che reggono il frontone, completo di timpano, dove è posta la scritta che indica il santo titolare. Il portale in marmo di Zandobbio inquadrato da paraste e architrave, su cui poggiano due piccoli pilastri e una cimasa con l'altorilievo dello stemma episcopale. La parte superiore ospita una vetrata semicircolare.

### Interno
L'interno, anticipato dalla bussola lignea si presenta completamente decorato, a pianta rettangolare a unica navata con copertura di volta a botte e diviso da lesene in quattro campate, che ospitano altrettante cappelle su ogni lato e con la parte superiore illuminata da ampie finestre rettangolari. 
La zona del presbiterio anticipata dall'arco trionfale è rialzata rispetto alla navata da tre gradini e ha la copertura da cupoletta ellittica completa di pennacchi. La parte termina con il coro absidale a pianta semicircolare con volta a catino.
La chiesa conserva opere di particolare interesse artistico. Gli altari marmorei hanno assonanze con la bottega dei Manni, e i medaglioni sono opere settecentesche della bottega fantoniana del 1742. Vi sono tele di Enea Salmeggia: Madonna del Rosario e santi, raffigurante la Vergine che consegna il rosario a san Domenico di Guzmán e santa Caterina da Siena del 1610, e di Luigi Trecourt la pala dell'altare maggiore raffigurante san Giorgio, realizzata nel 1850. Di scuola fantoniana è anche la statua lignea Cristo deposto dalla croce.